# 平方龍男
平方 龍男（ひらかた たつお、1889年2月15日 - 1976年1月27日）は、日本の盲目の鍼の臨床家。

## 生涯
1889年に茨城県水戸市に生まれる。3歳のとき転んだ際に持っていた串柿の串が目に刺さり、片目を失明。さらに、小学校高等科2年のとき野球のボールが見える方の目にあたり水晶体脱落・硝子体出血という傷を負う。だが、そのまま高等科を首席で卒業した。14歳で鍼師に弟子入りし、自らが偏頭痛で苦しんだときにその鍼師の鍼で症状が劇的に消失するという体験をする。1905年春に東京帝大病院眼科で手術を受けるが、かえって完全失明する。1905年9月、東京盲唖学校に入学する。校長は小西信八で、鍼按科の教師に奥村三策がおり、のちに妻となる三宅正子ともここで知り合う。また、友人葛山覃に連れられて内村鑑三の弟子であった大賀一郎と出会い、熱心なキリスト教信者になる。1910年に東京盲唖学校を卒業して、水戸市で開業したが、水戸盲唖学校で鍼を教えた。1915年には、東京の同愛訓盲院で教師をしていた中村京太郎に招かれ、鍼の教師として同院に移り、中村と1軒の家を借りて同居生活をする。訓盲院で教えるかたわら、鍼の施療をしたが、その評判が高まった。1918年に、三宅正子と結婚したが、正子は東京盲学校（東京盲唖学校の盲部が分離独立したもの）師範科音楽科の第1期生で、山田流の琴の師匠として家計を支えた。平方の本郷金助町の家には、鳥居篤治郎、秋元梅吉、石松量蔵、戸田恵、山下長一ら、その後活躍する盲人がよく出入りした。鍼治療の大家として著名になった。1952年、柳田国男の勧めで社会福祉法人信愛福祉協会を設立し、若い失明者に鍼を教え、またその点字出版部で、鍼とキリスト信仰についての図書を出版した。
『道ひとすじ―昭和を生きた盲人たち―』で、昭和時代に活躍した著名な盲人100人の一人に挙げられている。

## 年譜
- 1889年（明治22年）2月15日 茨城県水戸市で生まれる
- 1903年 小学校高等科を卒業後、鍼師に弟子入りする
- 1905年 東大病院眼科で手術を受けるが失明。東京盲唖学校に入学し、在学中にキリスト教と出会う
- 1910年 東京盲唖学校を卒業し、水戸市で開業する。その後、水戸盲唖学校の教諭になる
- 1915年（大正4年） 中村京太郎に招かれ、同愛訓盲院の教師になる
- 1918年 山田流箏曲家三宅正子と結婚。大正から昭和にかけて、鍼の臨床家として名を上げる
- 1950年（昭和25年） 佐藤熊太郎と消炎診療をめぐって論争
- 1952年 社会福祉法人信愛福祉協会を設立し、若い失明者に鍼を教える
- 1959年 玉川直重から新約聖書を学び始める
- 1963年 信愛福祉協会点字出版部で点字版『ギリシャ語新約聖書』を完成。その後、『鍼の刺し方について』『主イエスの晩餐より昇天まで』など、鍼とキリスト信仰についての図書を出版
- 1976年1月27日 86歳で逝去